# Givat Harsina
 (avril 2019).

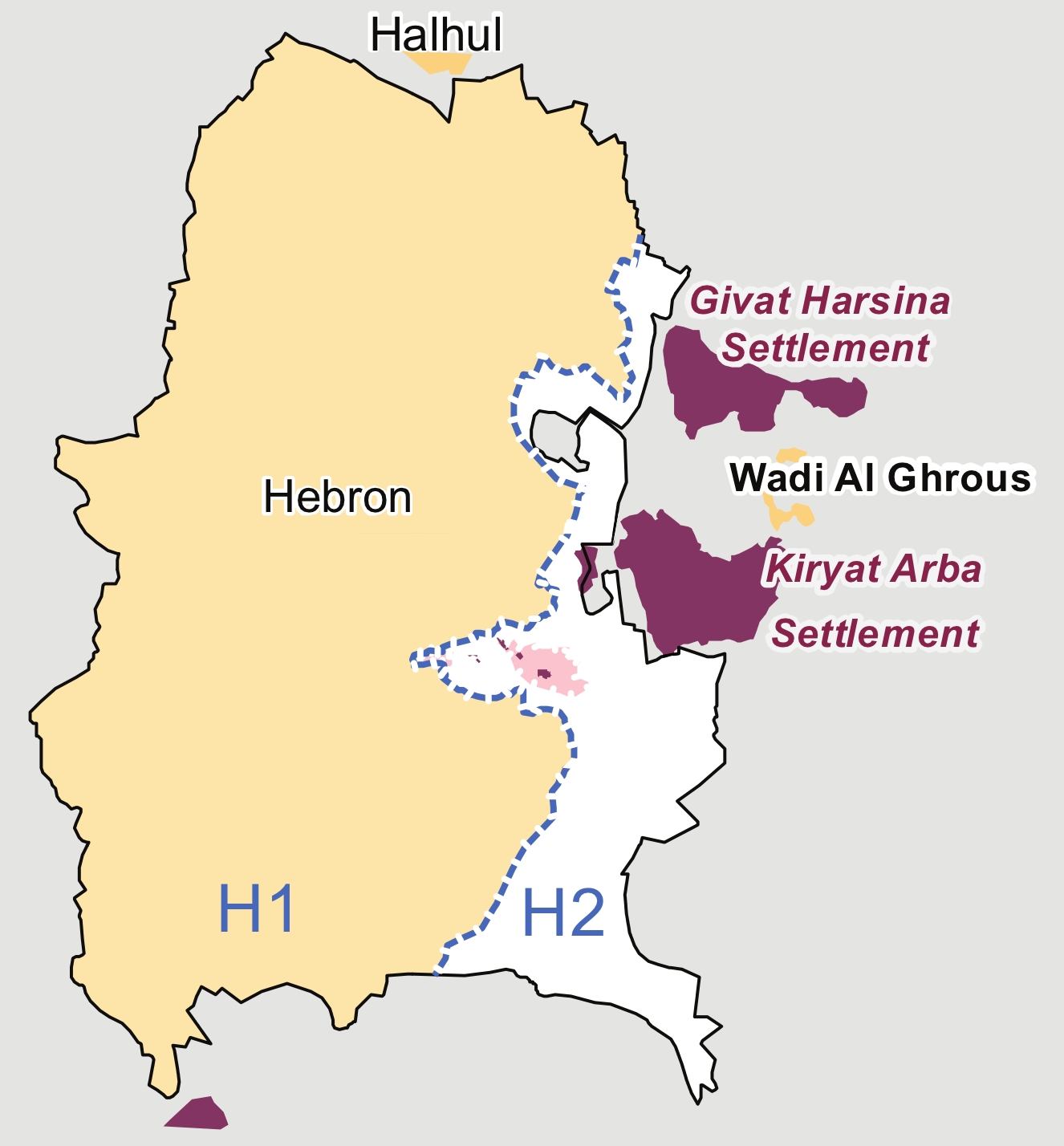
Givat Harsina

Givat Harsina (également translittéré Karsina et Kharsina, גִּבְעַת חַרְסִינָה en hébreu ; aussi Ramat Mamre, רָמַת מַמְרֵא en hébreu) est une colonie israélienne illégale selon le droit international, construite en Cisjordanie, en territoire palestinien occupé. Elle est située dans la banlieue d'Hébron, à 15,2 km de la ligne verte, à l'est de la barrière de séparation israélienne dans la zone H2 placée sous contrôle israélien depuis le Protocole d'Hébron de janvier 1997.
Givat Harsina a été créée en 1983. Sa population, fin 2011, s'élevait à 3500 habitants.
Hébron, ville de Cisjordanie, a été entourée de colonies israéliennes : Kiryat Arba et  Kharsina à l'est, Hagai et Har Manoah au sud.
Dans un intervalle de près d'un an, entre octobre 1992 et décembre 1993, 85 Palestiniens ont été blessés, dont 27 à Hébron, théâtre d'«affrontements entre Palestiniens et colons israéliens en raison de la construction et de l'expansion des colonies israéliennes à Kiryat Arba, Karsina, Houn et Mazat, qui sont situées à proximité des centres de population palestiniens», selon l'Organisation Mondiale de la Santé (1994).